# Sekhukhuneland

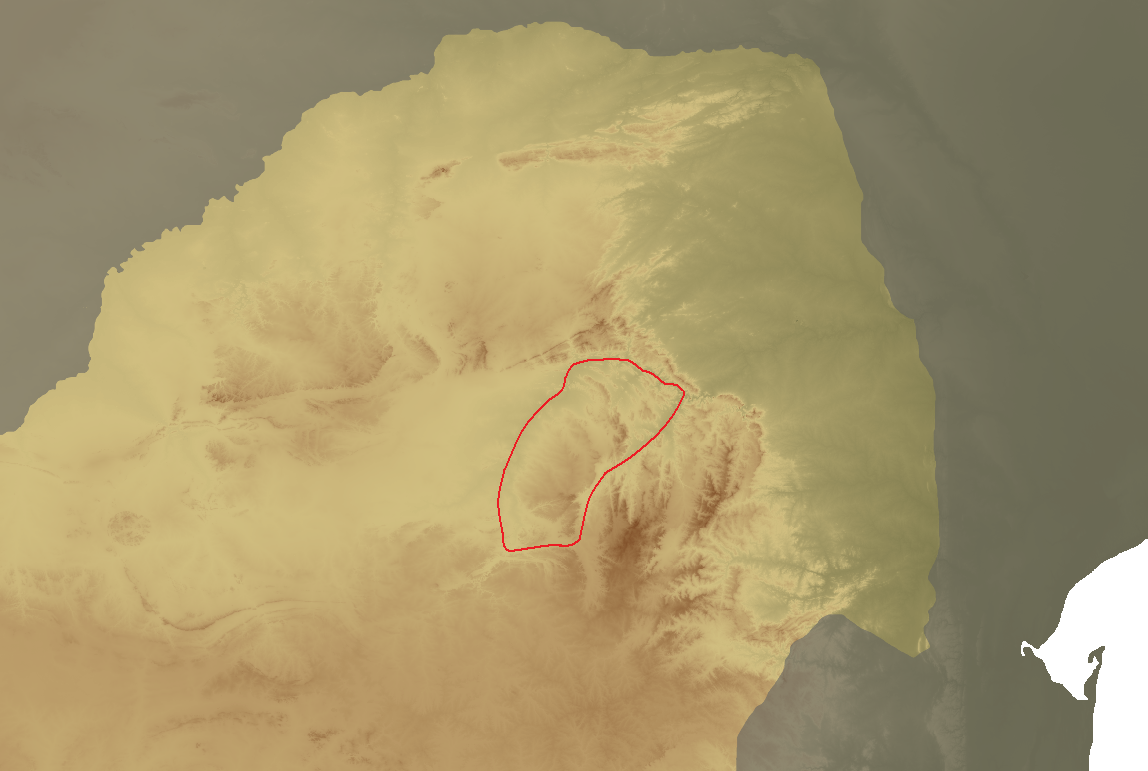
Sekhukhuneland

Le Sekhukhuneland ou Sekukuniland (afrikaans : Sekoekoeniland) est une zone naturelle du nord-est de l’Afrique du Sud qui est située entre les actuelles provinces du Limpopo et du Mpumalanga, et anciennement dans la province historique du Transvaal. Également connue sous le nom de Bopedi (ce qui signifie « Terre des Pedi »), la région fut ainsi nommée d'après le nom du roi Sekhukhune Ier.

## Géographie
La région est principalement recouverte de prairies. Elle était traditionnellement habitée par les Pedi et recouvrait une zone s’étendant entre le centre et le nord de l'ancien Transvaal. 
Le Sekhukhuneland se situe entre la rivière Olifants (Lepelle) et son affluent, la rivière Steelpoort (Tubatse), bordée à l’est par la chaîne de montagnes des Drakensberg. Il est traversé par le Thaba Ya Sekhukhune dans le sud-est et les montagnes Leolo dans le nord.

## Histoire
À l’apogée de la puissance des Pedi, sous le règne du roi Thulare, vers 1790-1820, le Sekhukhuneland historique comprenait une zone qui s’étendait de l’actuelle Rustenburg, à l’ouest, jusqu'au Lowveld à l’est, et jusqu’à la rivière Vaal dans le sud. Le territoire des Pedi fut sévèrement limité après les campagnes militaires des troupes britanniques en 1879. À la suite de leur défaite, des réserves autochtones furent créées pour les Pedi, et pour d’autres groupes des peuples Sotho du nord par la Transvaal Republic's Native Location Commission.
Entre 1972 et 1994, une partie du Sekhukhuneland fut incluse dans le bantoustan Lebowa. Le territoire n’était pas homogène, étant divisé en deux parties principales et plusieurs parties mineures. Conçu comme une "patrie" pour les tribus de langue sotho du Nord, tels que les Pedi, le Lebowa engloba des pans entiers du Sekhukhuneland. Cependant, diverses autres tribus, y compris les Ndebele du Nord, les Batswana et les VhaTsonga vivaient également dans ce bantoustan.
Le Sekhukhuneland est la seule région d’Afrique du Sud nommée d’après le nom d'un chef local célèbre,. La municipalité actuelle du district de Sekhukhune, dans la province du Limpopo, tire aussi son nom de cette région et donc du roi Sekhukhune Ier.
L’artiste sud-africain Johannes Segogela, reconnu internationalement pour ses sculptures, est né dans le Sekhukhuneland en 1936.